# Isodromoides triangularis
Isodromoides triangularis är en stekelart som beskrevs av Girault 1914. Isodromoides triangularis ingår i släktet Isodromoides och familjen sköldlussteklar. Inga underarter finns listade i Catalogue of Life.